# Laura Meadows
Laura Meadows est une actrice américaine née à Saint-Louis au Missouri.

## Filmographie

### Cinéma
- 1999 : L'Enfer du dimanche : la journaliste
- 2008 : Tout... sauf en famille : la voyageuse à l'aéroport de San Francisco
- 2008 : How the Universe Works : une joggeuse
- 2009 : The Long Way Out : la patronne du théâtre
- 2010 : My Name Is Khan : la supportrice de Khan au Capitol
- 2011 : Not in My Backyard : la mère
- 2011 : Hopelessly in June : une participante à la soirée cocktail
- 2011 : My Pure Joy : Tamara
- 2011 : Life at the Resort : la photographe
- 2012 : A Broken Code : Carrie
- 2012 : 5 Minutes : la propriétaire du bar
- 2012 : The Devil's Carnival : une musicienne
- 2012 : The Legend of Black Annie : Carolyn Reed
- 2013 : Her : la fille du rêve
- 2015 : Ugly Shoes : Joanne
- 2015 : Altered Reality : la mère de Céleste
- 2015 : Lotto : la strip-teaseuse
- 2016 : American Slaughter : Mama

### Télévision
- 2007 : Sekai Gyoten News : la mère de la victime (1 épisode)
- 2010-2011 : Get Thee Behind Me : Céline Slater (7 épisodes)
- 2011 : The Event : l'invitée à la cravate noire (1 épisode)
- 2011 : Justified : Harlan Town Person (1 épisode)
- 2011 : Los Angeles, police judiciaire : la propriétaire du bar
- 2011 : BlackBox TV : Alena (1 épisode)
- 2011 : Generic Girl : Villian
- 2011-2012 : 1000 Ways to Die : plusieurs rôles (2 épisodes)
- 2012 : Behind the Scenes : South Ann North
- 2012 : My Gimpy Life : la propriétaire du restaurant
- 2012-2013 : One Warm Night : Laura (9 épisodes)
- 2013 : Diary of a Teenage Nobody : la professeur
- 2013 : Bonne chance Charlie : Rocker (1 épisode)